# Гонка озброєнь

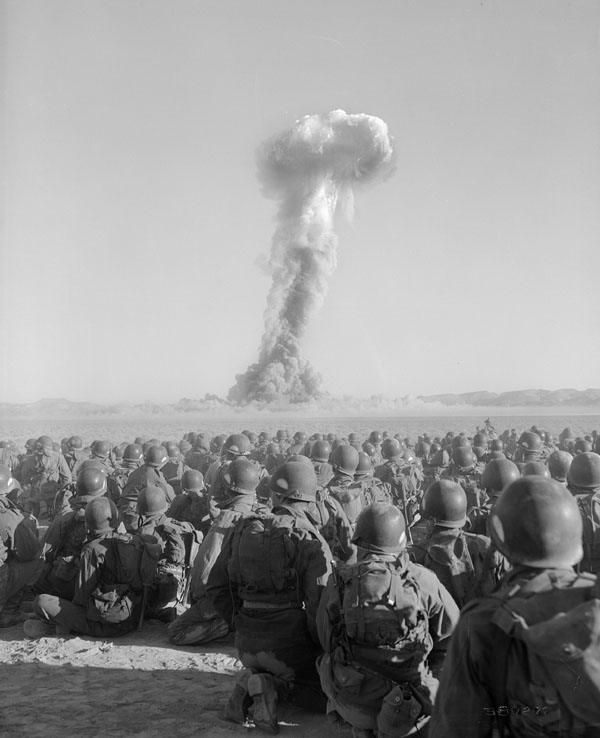
Вибух атомної бомби біля солдатів, 1951

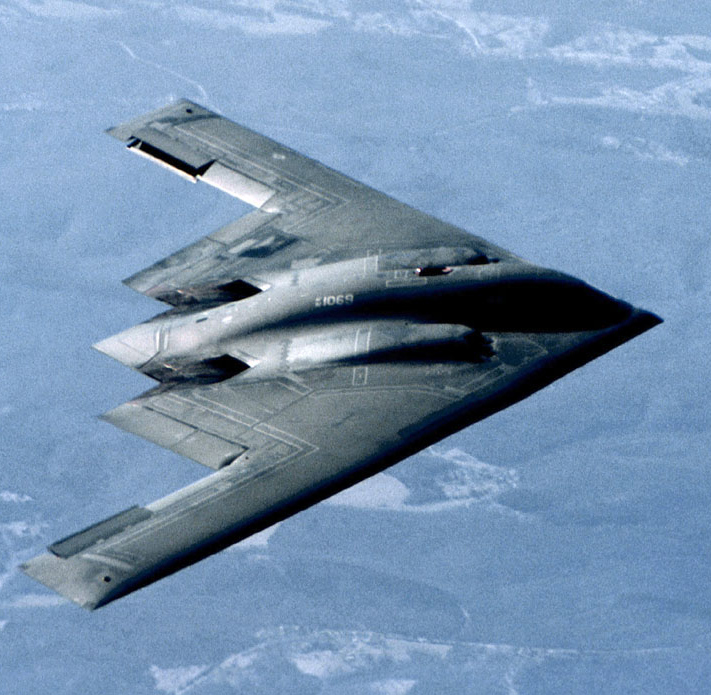
B-2 Spirit, Повітряні сили США

Перегони озброєнь — це політичне протистояння двох або декількох держав (а частіше — цілих військових блоків) за перевагу в області збройних сил. Під час такого протистояння кожна зі сторін робить величезні запаси зброї, намагаючись встановити паритет з супротивником або обігнати його. У загальному сенсі термін «перегони озброєнь» можна застосувати до будь-якого, по суті безглуздого протистояння за володіння більшою військовою потужністю.

## Дредноутні перегони
Дредноутні перегони — період до Першої світової війни, коли як провідні морські держави — Велика Британія, Німеччина, Франція, США і Японія, а також такі країни як Російська імперія, Османська імперія, Іспанія, Італія, Бразилія, Аргентина, Чилі, активно розвивали військове озброєння. У ці перегони включилася навіть Австро-Угорська Імперія морськими воротами якої була річка Дунай.

## Ракетно-ядерні перегони
Ракетно-ядерні перегони відбувалася в рамках протистояння Радянського Союзу та Сполучених Штатів в період холодної війни. Американський астроном Карл Саган якось порівняв СРСР і США з двома людьми, які стоять по коліна в бензині, один — з трьома сірниками, а інший — з п'ятьма. В основному перегони між цими країнами полягали в тому, щоб розробити якомога досконаліші типи ядерної зброї та виготовити їх в якомога більшій кількості. Одним із наслідків такої політики стали надмірні військові витрати, концентрація передових технологій переважно в оборонних галузях, гіпертрофований військово-промисловий комплекс.
Радянське керівництво практично повністю переорієнтувати економіку країни на перегони озброєнь з масштабним розгортанням ракет Р-36 в 70-х, чим досягло переваги першості ракетно-ядерного удару. Але до кінця 80-х перегони озброєнь зі Сполученими Штатами привели радянську економіку до катастрофи та в остаточному підсумку до розпаду СРСР.
Хоча ракетно-ядерні перегони й могли призвести до війни між СРСР і США, вони також стали колосальним поштовхом для розвитку науки та нових технологій, в першу чергу комп'ютерних, а також космічних технологій (див. Космічні перегони).

## Перегони озброєнь сьогодні
- Загальна кількість грошей, витрачених на оборону й озброєння у 2004 році, вперше в історії людства перевищила 1 трильйон доларів США.